# Brak iz pogodnosti
Brak iz pogodnosti ugovara se iz razloga koji nisu ljubav i posvećenost. Umesto toga, takav brak se sklapa radi lične koristi ili neke druge strateške svrhe, kao što je politički brak. Postoje slučajevi u kojima oni koji su u braku ne nameravaju da žive zajedno u paru, a obično su se venčali samo da bi jedan od njih stekao pravo boravka u nekoj zemlji.
U mnogim kulturama je uobičajeno da roditelji odlučuju o brakovima svoje odrasle dece; ovo se zove ugovoreni brak. Brak iz pogodnosti koji nije ni lažni brak sklopljen radi prevare, niti prisilni brak, nije u suprotnosti sa zakonom.

## Zakonski propusti
Brakovi iz pogodnosti se često sklapaju kako bi se iskoristili zakonski previdi raznih vrsta. Bračni par se može venčati da bi jedan od suprižnika dobio državljanstvo ili pravo na prebivalište (Ovo je bilo prikazano u TV emisijama poput Na krilima ljubavi; gde se brak namerno preduzima radi ostvarivanja boravišnog prava). Mnoge zemlje širom sveta dodeliće takva prava svakome ko je oženjen rezidentnim državljaninom. U Sjedinjenim Državama ova praksa je poznata kao brak za zelenu kartu. U Australiji je bilo sklapanja brakova iz pogodnosti da bi se skrenula pažnja na vladine zakone o dodacima za mlade. Dana 31. marta 2010. godine dva studenta su se javno i legalno venčala na travnjaku Univerziteta u Adelejdu, tako da su obojica mogli dobiti puni dodatak za mlade.
U Sjedinjenim Državama tokom ere Vijetnamskog rata, neki parovi su se venčali tokom muškarčeve izloženosti vojnoj mobilizaciji; par bi se složio da neće biti kontakta, nakon čega bi usledilo poništavanje (obično jednogodišnjeg) braka. Oglasi u tu svrhu su se često stavljali u studentske novine. Budući da koriste pravne rupe, lažni brakovi iz pogodnosti često imaju pravne posledice. Na primer, američka imigraciona služba (USCIS) to može kazniti novčanom kaznom u iznosu od 250.000 američkih dolara i petogodišnjom zatvorskom kaznom.

## Homoseksualnost
Još jedan uobičajeni razlog za brakove iz pogodnosti je skrivanje homoseksualnosti jednog partnera na mestima na kojima je otvorena homoseksualnost kažnjiva ili potencijalno štetna. Lažni brak ove vrste, koji se ponekad naziva i lavandovskim brakom, ima za cilj da sakrije izgled homoseksualnosti. Takvi brakovi mogu imati jednog heteroseksualnog i jednog homoseksualnog partnera, ili dva homoseksualna partnera: lezbejku i homoseksualca. U slučaju kada se homoseksualac oženi ženom, kaže se da je žena njegova „brada“. Poslednjih godina takvi brakovi se sklapaju kako bi se istakla politička poenta o odsustvu istopolnih brakova u određenoj zemlji.

## Metaforična upotreba
Izraz „brak iz pogodnosti“ takođe je generalizovan da označava svako partnerstvo između grupa ili pojedinaca u obostranu (a ponekad i nelegitimnu) korist, ili između grupa ili pojedinaca koji nisu prikladni za zajednički rad. Primer bi mogla biti „vlada nacionalnog jedinstva“, kakva je postojala u Izraelu tokom većeg dela 1980-ih ili u Velikoj Britaniji tokom Drugog svetskog rata. Preciznije, kohabitacija se odnosi na političku situaciju koja se može dogoditi u zemljama sa polupredsedničkim sistemom (posebno u Francuskoj), gde predsednik i premijer pripadaju suprotstavljenim političkim kampovima.

## Politički brak
Brakovi iz pogodnosti, koji se često nazivaju državnim brakovima, uvek su bili uobičajeni u kraljevskim, aristokratskim i inače moćnim porodicama, da bi se stvorili savezi između dve moćne kuće. Primeri uključuju brakove Agnese od Kurtenea, njene ćerke Sibile, Huane III od Navare i Katarine od Aragona (dva puta).

## Literatura
- Jones, James A., "The Immigration Marriage Fraud Amendments: Sham Marriages or Sham Legislation?", Florida State University Law Review, 1997
- Seminara, David, "Hello, I Love You, Won’t You Tell Me Your Name: Inside the Green Card Marriage Phenomenon", Center for Immigration Studies, Washington, D.C., November 2008
- Winston, Ali, "Marrying For Love?: You'll Have To Prove It" Архивирано на веб-сајту  (16. април 2014), City Limits News, New York, Monday, Jul 28, 2008
- Winter, Jana, "EXCLUSIVE: Aide to Harry Reid Lied to Feds, Submitted False Documents About Sham Marriage", Fox News, October 25, 2010
- Academic article on political discourse & policies on forced and fraudulent marriages in the Netherlands: Bonjour&De Hart 2013, "A proper wife, a proper marriage. Constructions of 'us' and 'them' in Dutch family migration policy", European Journal of Women's Studies Архивирано на веб-сајту  (5. октобар 2009)
- Hill, S. "The European Economic Area and Marriages of Convenience", Thomas Bingham Chambers, London, Thursday, April 2, 2015
- Coleman, Eli (1989). „The Married Lesbian”. Marriage & Family Review. 14 (3–4): 119—135. doi:10.1300/J002v14n03_06.
- Haenan, Iris (2014). Force & Marriage: The criminalisation of forced marriage in Dutch, English and international criminal law. Intersentia. ISBN 9781780685298. doi:10.1017/9781780685298. - Published online in November 2017.
- Esthappan S; Bastomski S1; Zweig J; Dank M; Love H (2018-10-19). „Understanding Forced Marriage in the United States: Developing Measures, Examining its Nature, and Assessing Gender Disparities.”. J Interpers Violence. 36 (11–12): 5730—5760. PMID 30340441. S2CID 53011008. doi:10.1177/0886260518801935.
- Chantler K (јул 2012). „Recognition of and intervention in forced marriage as a form of violence and abuse.”. Trauma Violence Abuse. 13 (3): 176—183. PMID 22643068. S2CID 24031180. doi:10.1177/1524838012448121.  Epub May 29, 2012.
- Gangoli, Geetanjali; Amina Razak; Melanie McCarry (јун 2006). „Forced Marriage and Domestic Violence among South Asian Communities in North East England” (PDF). School for Policy Studies, University of Bristol and Northern Rock Foundation. Архивирано из оригинала (PDF) 10. 08. 2017. г. Приступљено 28. 11. 2020.
- European Immigrants Continue to be Forced Into Marriage World Politics Watch 31 January 2007
- Forced Marriage, Another Perspective
- Interview with Serap Cileli World Politics Watch 1 February 2007
- Forced Marriage Among Europe's Immigrants: Hülya Kalkan's Story World Politics Watch 8 February 2007
- Freedom Charity, UK charity raising awareness of forced marriage and 'dis-honour' based violence.
- Akhtar Amin (13. 11. 2006). „Swara practised with impunity in tribal areas”. Daily Times. Архивирано из оригинала 25. 10. 2012. г. Приступљено 5. 6. 2008.
- Declan Walsh (5. 6. 2008). „15 child brides used to settle Pakistan feud”. The Guardian. London. Приступљено 5. 6. 2008.
- Ashfaq Yusufzai (1. 4. 2006). „Blood Feuds Trap Girls in 'Compensation Marriages'”. Inter Press Service. Архивирано из оригинала 11. 6. 2008. г. Приступљено 5. 6. 2008.
- „Swara—A Bridge over troubled waters.”. Ethnomedia. Архивирано из оригинала 4. 12. 2008. г. Приступљено 5. 6. 2008.
- „Virtual Slavery: The Practice of "Compensation Marriages"”. United Nations Population Fund. Архивирано из оригинала 14. 2. 2012. г. Приступљено 5. 6. 2008. (Microsoft Word document)
- Gastón, Colleen Murray; Misunas, Christina; Cappa (2019). „Child marriage among boys: a global overview of available data”. Vulnerable Children and Youth Studies. 14 (3): 219—228. doi:10.1080/17450128.2019.1566584 .
- „Child marriage”. UNICEF. март 2020.
- „Child Marriage”. icrw.org.
- „Child Marriage – Rationale, Historical Views, And Consequences”. WorldAtlas (на језику: енглески). Приступљено 2017-09-10.
- Parsons, Jennifer; Edmeades, Jeffrey; Aslihan, Kes; Petroni, Suzanne; Sexton, Maggie; Wodon, Quentin (2015). „Economic Impacts of Child Marriage: A Review of the Literature”. The Review of Faith & International Affairs. 13 (3): 12—22. S2CID 146194521. doi:10.1080/15570274.2015.1075757. hdl:10.1080/15570274.2015.1075757 .
- Atkinson MP, Korgen KO, Trautner MN (2019). Social Problems: Sociology in Action. Sage Publications. стр. 238. ISBN 978-1544358642.
- Gastón, Colleen Murray; Misunas, Christina; Cappa (2019). „Child marriage among boys: a global overview of available data”. Vulnerable Children and Youth Studies. 14 (3): 219—228. doi:10.1080/17450128.2019.1566584 .
- International technical guidance on sexuality education: an evidence-informed approach (PDF). Paris: UNESCO. 2018. стр. 13. ISBN 978-92-3-100259-5.
- Brown, Jonathan A.C. (2015). Misquoting Muhammad: The Challenge and Choices of Interpreting the Prophet's Legacy. Oneworld Publications (Kindle edition). стр. 3140—3150 (Kindle locations).
- Patricia Crone (2015). Pre-Industrial Societies: Anatomy of the Pre-Modern World. Oneworld (Kindle Edition). стр. 2747 (Kindle loc.).
- Dahl, GB (2010). „Early Teen Marriage and Future Poverty”. Demography. 47 (3): 689—718. PMC 3000061 . PMID 20879684. doi:10.1353/dem.0.0120.
- Saito, O. (1996). „Historical demography: achievements and prospects”. Population Studies. 50 (3): 537—553. PMID 11618380. doi:10.1080/0032472031000149606.
- Zhao, Z. (1997). „Demographic systems in historic China: some new findings from recent research”. Journal of the Australian Population Association. 14 (2): 201—232. PMID 12322104. S2CID 8006287. doi:10.1007/BF03029340.

## Spoljašnje veze
- „Child marriage”. UNICEF. март 2020.
- BBC News story:  Forced marriage 'could be banned'